# Sudoměřice u Bechyně
Sudoměřice u Bechyně là một làng thuộc huyện Tábor, vùng Jihočeský, Cộng hòa Séc.